# Kattenberg (Maastricht)

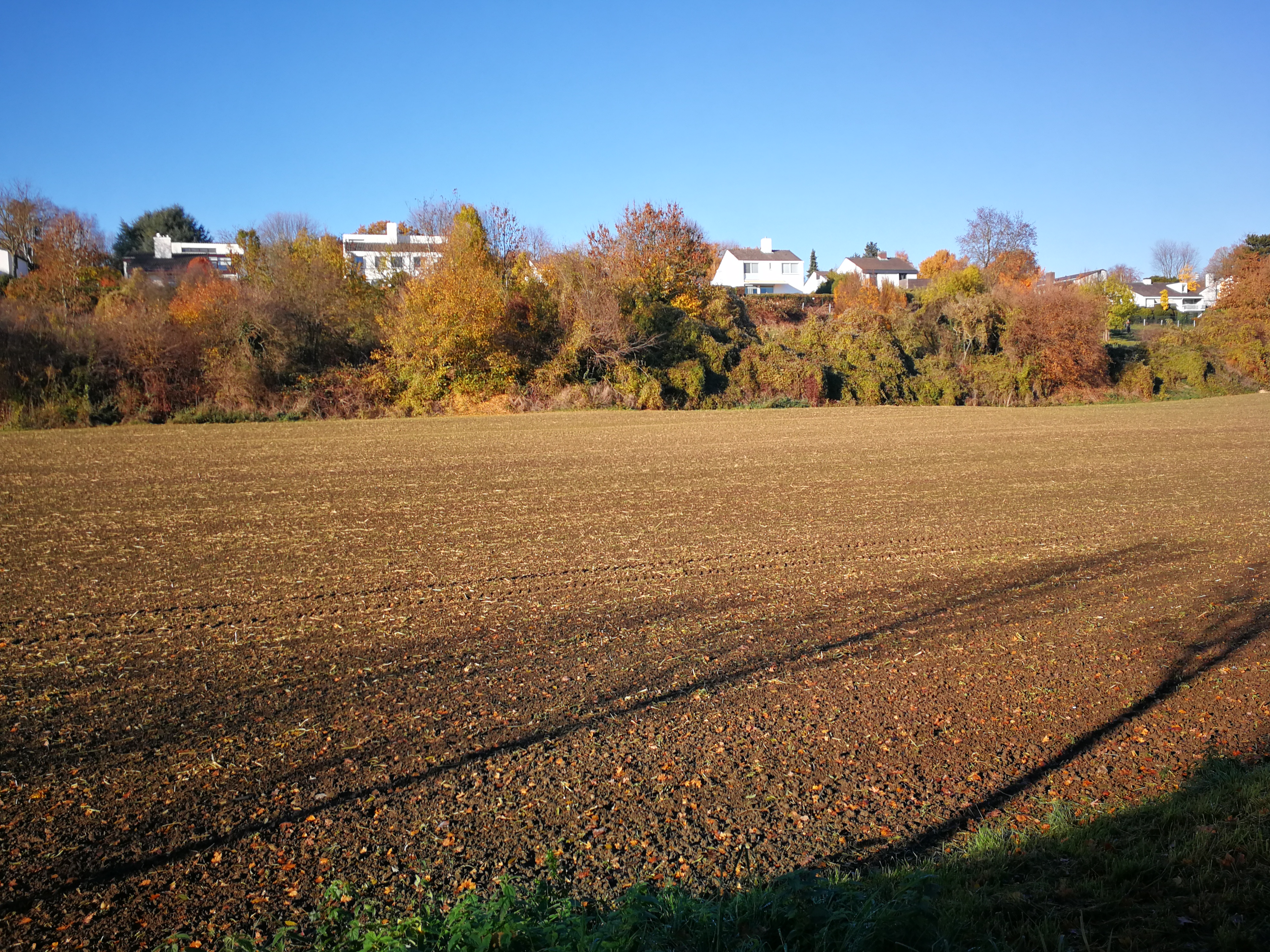
Kattenberg

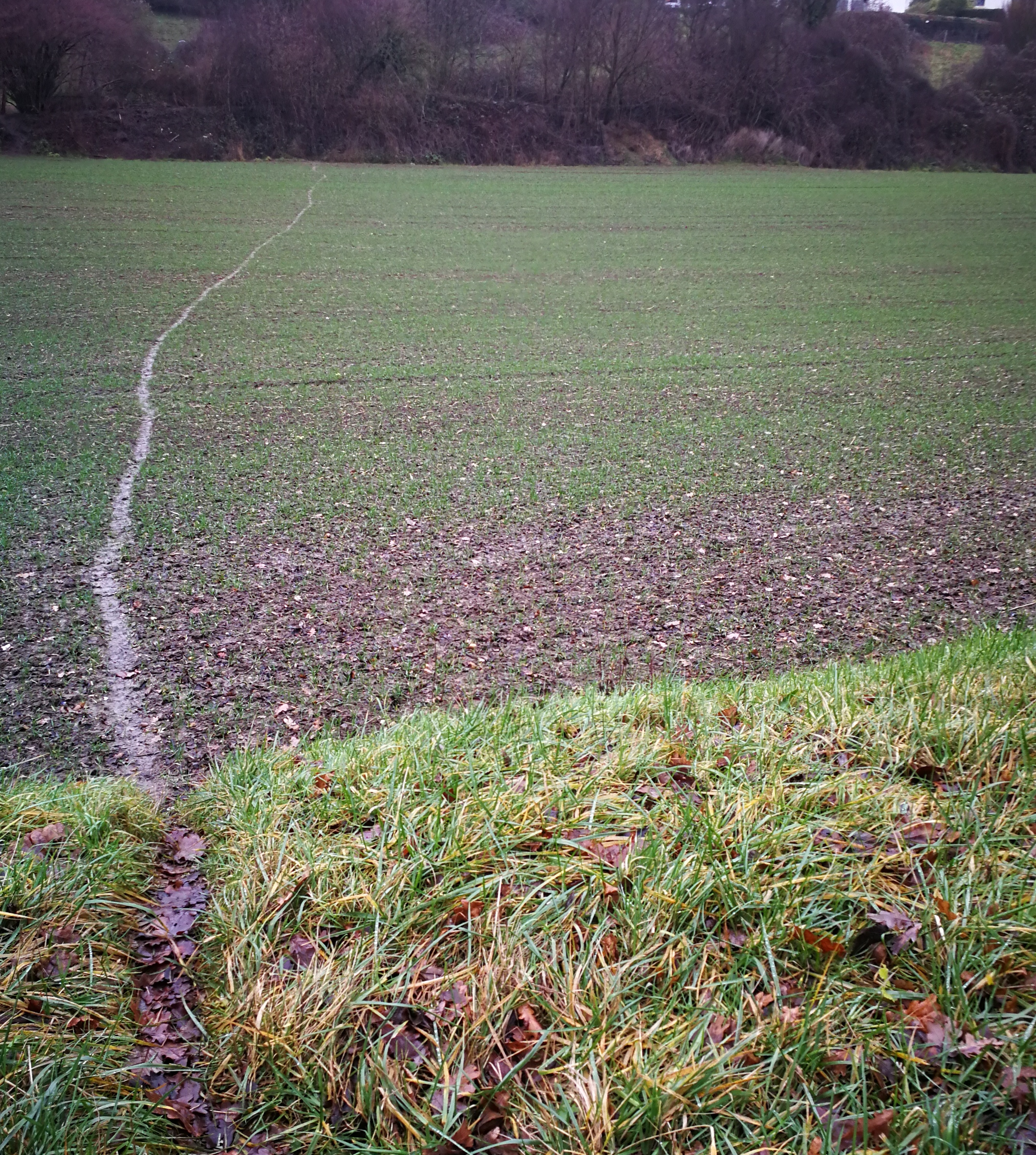
Dassenpad

De Kattenberg is een graft en heuvel in de wijk Campagne (Maastricht). De kattenberg is gelegen aan het droogdal van de Kleine en Lange Zouw nabij de Vroenhovenweg tegenover de  Louwberg. De Kattenberg is bekend om zijn eeuwenoude dassenburcht die zich onder de graft bevindt. Vooral nachtelijke reizigers kunnen soms overstekende dassen waarnemen die terugkeren van het foerageren op de Louwberg. In de jaren 1970 is een villawijk verrezen bovenop de heuvel.